# Меринг, Вальтер
Вальтер Меринг (нем. Walter Mehring; 29 апреля 1896, Берлин — 3 октября 1981, Цюрих) — немецкий писатель и один из наиболее значимых сатириков времён Веймарской республики.

## Биография
Вальтер Меринг — сын публициста и переводчика Зигмара Меринга и оперной певицы из Праги Хедвиги Лёвенштейн. Вальтер Меринг учился в Королевской вильгельмовской гимназии в Берлине, откуда был исключен за своё «непатриотическое поведение», и сдавал школьные экзамены экстерном. В 1914—1915 годах Меринг два с половиной семестра изучал историю искусства в Берлине и Мюнхене.
В 1915—1916 годах Меринг опубликовал свои первые стихи в журнале Хервата Вальдена «Штурм». В 1917—1918 годах он выступил соучредителем берлинской секции дадаистов. За публикацию стихотворения Der Coitus im Dreimäderlhaus в дадаистском журнале «Jedermann sein eigner Fussball» Меринга обвинили в непристойности, а выпуск журнала был конфискован. Судебный процесс завершился оправдательным приговором. Стихи Меринга в начале 1920-х годов относятся к наиболее значимым произведениям экспрессионизма.
С 1920-х годов Меринг регулярно публиковался в различных литературных журналах. Для издававшихся Зигфридом Якобсоном журналов «Die Weltbühne» и «Das Tage-Buch» Меринг писал стихи и сатирическую прозу, направленную против милитаризма, гипертрофированного национализма, антисемитизма и национал-социализма. Вместе с Куртом Тухольским Вальтер Меринг стал основателем берлинского литературно-политического кабаре. В 1921—1928 годах Меринг проживал в Париже, работая корреспондентом и изучая и переводя революционные песни Парижской коммуны.
Песни Меринга, его стихи и драмы обеспечили ему раннюю славу и ненависть. Его драма «Берлинский купец» в постановке Эрвина Пискатора в театре «Фольксбюне» обернулась скандалом с демонстрациями штурмовиков у здания театра и гневной статьёй Геббельса. Многие книги Меринга оказались на костре 10 мая 1933 года. Меринг едва успел избежать ареста, отправился в эмиграцию, но был интернирован во Франции в 1939 году. Ему удалось сбежать из лагеря, избежав выдачи в Германию, и выехать в США через Мартинику благодаря сети Вариана Фрая.
В 1953 году Меринг вернулся в Европу и проживал в Берлине, Гамбурге и Мюнхене, а также в Асконе и в Цюрихе. Похоронен на кладбище Зильфельд в Цюрихе.